# Adolescência (série de televisão)
Adolescence (bra/prt: Adolescência) é uma minissérie britânica de drama criminal e psicológico de 2025, criada por Jack Thorne e Stephen Graham, com direção de Philip Barantini. A trama acompanha Jamie Miller (Owen Cooper), um garoto de 13 anos que é preso acusado de assassinar sua colega de classe. Cada episódio foi filmado em um único plano-sequência.
A minissérie estreou na Netflix em 13 de março de 2025 e foi aclamada pela crítica, destacando-se pela direção, roteiro e cinematografia, com atenção especial à atmosfera e às atuações. A obra também se tornou a primeira produção de streaming a liderar o ranking semanal de audiência da Barb Audiences.
Em 9 de abril de 2025, o Deadline Hollywood noticiou que a Netflix e a Plan B Entertainment estavam em negociações para uma segunda temporada da série.

## Premissa
Em uma cidade inglesa, a polícia armada invade a casa de uma família e prende Jamie Miller, um garoto de 13 anos, sob suspeita de ter assassinado sua colega de classe, Katie Leonard. Jamie é fichado, interrogado na delegacia e, em seguida, detido em um Centro de Treinamento de Segurança. As investigações na escola e as entrevistas conduzidas por uma psicóloga forense revelam que Jamie estava profundamente abalado por episódios de bullying nas redes sociais e demonstrava visões distorcidas sobre as mulheres, influenciado por ideologias da "machosfera" e da subcultura incel. Enquanto isso, sua família lida com a forte reação da comunidade e tenta permanecer unida diante da prisão e da detenção do garoto.

## Elenco e personagens

### Principais
- Owen Cooper como Jamie Miller
- Stephen Graham como Eddie Miller
- Christine Tremarco como Manda Miller
- Amelie Pease como Lisa Miller
- Ashley Walters como D.I. Luke Bascombe
- Faye Marsay como D.S. Misha Frank
- Erin Doherty como Briony Ariston
- Mark Stanley como Paul Barlow
- Kaine Davis como Ryan Kowalska
- Amari Bacchus como Adam Bascombe
- Jo Hartley como Sra. Fenumore
- Lil Charva como Moray
- Hannah Walters como Sra. Bailey
- Fatima Bojang como Jade

### Convidados
- Emilia Holliday como Katie Leonard
- Lewis Pemberton como Tommy
- Elodie Grace Walker como Georgie
- Austin Haynes como Fredo
- Alfie Ward como Moray
- Douglas Russell como Victor

## Episódios
| N.º | Título       | Dirigido por     | Escrito por                  | Exibição original   |
| --- | ------------ | ---------------- | ---------------------------- | ------------------- |
| 1 | "Episódio 1" | Philip Barantini | Jack Thorne e Stephen Graham | 13 de março de 2025 |
| O detetive-inspetor Luke Bascombe e a sargento-detetive Misha Frank lideram uma operação policial na casa da família Miller: o pai, Eddie; a mãe, Manda; a filha, Lisa; e o filho de 13 anos, Jamie. Eles prendem Jamie sob suspeita de assassinato e o levam para a delegacia mais próxima. Em prantos, Jamie afirma ser inocente enquanto é fichado e colocado em uma cela, enquanto sua família chega à delegacia. Eddie aceita ser o "adulto responsável" de Jamie e o acompanha durante a revista e o interrogatório. Em particular, Eddie pergunta a Jamie se ele cometeu o crime e acredita quando o filho nega. Barlow, o advogado designado para representar Jamie, chega e o orienta a não responder a perguntas sobre a noite anterior. Durante o interrogatório formal, Bascombe e Frank revelam que Jamie fez vários comentários sexualmente explícitos sobre modelos femininas no Instagram. Em seguida, ele é questionado sobre sua colega de classe Katie Leonard, cujo corpo foi encontrado na noite anterior em um estacionamento. Bascombe exibe imagens de CCTV mostrando Jamie esfaqueando Katie até a morte e encerra o interrogatório. Jamie e Eddie choram juntos na sala de interrogatório; Eddie inicialmente se afasta quando Jamie tenta tocá-lo, mas logo os dois se abraçam com força. |              |                  |                              |                     |
| 2 | "Episódio 2" | Philip Barantini | Jack Thorne e Stephen Graham | 13 de março de 2025 |
| Três dias após o assassinato, Bascombe e Frank visitam a escola de ensino médio de Jamie para conversar com os colegas de Jamie e Katie, na esperança de descobrir o motivo do crime e a localização da arma do assassinato. Jade, melhor amiga de Katie, está especialmente abalada e insulta os policiais com sarcasmo. Mais tarde, ela agride Ryan, amigo de Jamie, acusando-o de ter causado a morte de Katie. Quando Bascombe e Frank interrogam Ryan, ele coopera no início, mas logo se torna evasivo e deixa a sala quando mencionam a arma do crime. Adam, filho meio afastado de Bascombe e aluno da escola, informa ao pai que Katie respondeu aos comentários de Jamie sobre modelos no Instagram usando uma linguagem secreta com emojis para acusá-lo de ser um incel, e Bascombe começa a suspeitar de uma possível campanha de cyberbullying contra Jamie. Quando Bascombe e Frank tentam interrogar Ryan novamente, ele foge por uma janela, e Bascombe o persegue para fora da escola. Quando Ryan é capturado, revela que a faca usada por Jamie para esfaquear Katie era dele; ele e outro amigo, Tommy, deram a faca a Jamie achando que ele a usaria para intimidar Katie a apagar as respostas no Instagram. Ryan é preso por conspiração para cometer assassinato. Eddie visita o local do assassinato de Katie para deixar flores em homenagem.                                                                     |              |                  |                              |                     |
| 3 | "Episódio 3" | Philip Barantini | Jack Thorne e Stephen Graham | 13 de março de 2025 |
| Sete meses após o assassinato, a psicóloga forense Briony Ariston se reúne com Jamie em um centro de detenção juvenil para preparar um relatório pré-julgamento sobre sua capacidade mental. Briony assegura a Jamie que seu único objetivo é avaliar sua compreensão sobre as circunstâncias do caso, e não o caso em si. Jamie, no entanto, adota uma postura de disputa velada, tentando se sobressair. Briony o questiona sobre sua visão de masculinidade, sobre as mulheres e sobre si mesmo. Jamie relata que Katie havia enviado uma foto sem blusa para um colega de classe por quem se sentia atraída, e esse garoto espalhou a imagem pela escola sem o consentimento dela. Isso magoou Katie, e Jamie a convidou para sair, acreditando que ela estaria emocionalmente vulnerável e, portanto, mais propensa a aceitar. Ela o rejeitou e passou a comentar nas postagens dele no Instagram. Ao longo da entrevista, o humor de Jamie oscila entre amigável e agressivo. Isso inclui surtos de raiva, a admissão de que sentiu vontade de apalpar Katie durante o confronto e uma confissão acidental do assassinato. Após Briony informar que essa seria a última sessão, Jamie exige saber se ela gosta dele pessoalmente, mas ela se recusa a responder, o que o deixa ainda mais agitado. O segurança é forçado a arrastá-lo para fora da sala de entrevistas, deixando Briony visivelmente abalada.                          |              |                  |                              |                     |
| 4 | "Episódio 4" | Philip Barantini | Jack Thorne & Stephen Graham | 13 de março de 2025 |
| Treze meses após o assassinato, os Miller tentam retomar a normalidade enquanto Jamie aguarda o julgamento. No aniversário de 50 anos de Eddie, sua van é pichada por adolescentes da escola de Jamie, que também intimidam Adam. Eddie planeja levar Manda e Lisa ao cinema naquele dia para aliviar o clima, mas antes vão a uma loja de ferragens para comprar produtos para remover a tinta da van. Lá, Eddie fica ainda mais abalado ao ser reconhecido por um funcionário, que expressa apoio a Jamie de forma constrangedora. Eddie compra tinta para repintar a van. Do lado de fora, ele avista os adolescentes que picharam o veículo, ameaça-os furiosamente e, tomado pela raiva, joga a tinta que havia comprado na própria van. No caminho de volta para casa, Jamie liga e anuncia sua decisão de se declarar culpado. Em casa, Eddie e Manda encaram a situação de Jamie, culpando-se por não terem prestado atenção à radicalização dele na internet. Lisa se junta a eles e apoia a decisão de Eddie de não mudar a família de cidade, reconhecendo que a ligação deles com Jamie acabaria os alcançando de qualquer forma. Eles decidem alugar um filme para tentar salvar o dia, e Manda e Lisa saem para preparar o café da manhã. Sozinho, Eddie desaba no quarto de Jamie. Ele arruma um ursinho de pelúcia na cama, beija sua cabeça e pede desculpas a Jamie por não ter sido melhor, antes de se juntar à família. |              |                  |                              |                     |

## Produção

### Desenvolvimento
A minissérie foi idealizada originalmente por Stephen Graham como uma resposta aos casos de crimes com facas cometidos por adolescentes no Reino Unido, incluindo os assassinatos de Ava White e Elianne Andam. Ele decidiu criar uma ficção dramática que explorasse a motivação por trás de atos extremos de violência contra meninas praticados por garotos, e colaborou com o roteirista Jack Thorne. O próprio Thorne afirmou que nenhuma parte da série é baseada em uma história real específica. Em entrevista ao programa de artes Front Row, da BBC Radio 4, Thorne disse que os dois queriam "encarar de frente a raiva masculina contemporânea" e examinar a influência de figuras públicas como Andrew Tate sobre os meninos.
A produção foi anunciada em março de 2024 com o título provisório Adolescence, escrita por Jack Thorne e Stephen Graham. Trata-se de um drama policial em quatro episódios, contado em tempo real e filmado no estilo plano-sequência (one-shot), com direção de Philip Barantini. Barantini e Graham já haviam colaborado anteriormente em Boiling Point (2021), que também foi filmado em uma única tomada. A produção ficou por conta da Warp Films, Matriarch Productions e Plan B Entertainment para a Netflix. Jo Johnson atua como produtora da série, e Graham, Thorne e Barantini assinam a produção executiva ao lado de Mark Herbert, Emily Feller, Hannah Walters, Brad Pitt, Jeremy Kleiner, Dede Gardner e Nina Wolarsky.

### Seleção do elenco
Owen Cooper foi escalado para o papel do adolescente suspeito de assassinato, Jamie Miller, aos 13 anos, sem nenhuma experiência prévia como ator profissional. A diretora de elenco Shaheen Baig considerou cerca de 500 garotos para o papel, mas Cooper chamou sua atenção após enviar uma fita de demonstração e acabou conquistando o papel. Baig encontrou Cooper e vários outros jovens do elenco por meio da Drama MOB, em Manchester, e da Articulate Drama School and Agency, em Bradford. Funcionários dessas escolas de teatro, que atendem estudantes de comunidades sub-representadas e em situação de vulnerabilidade, criticaram a narrativa de que esses atores "não tinham feito nada e vieram do nada" antes desta produção. Graham, Cooper, Ashley Walters e Erin Doherty estrelam a série.

### Filmagens
As gravações começaram no Reino Unido em julho de 2024 e foram concluídas por volta de outubro de 2024.
Adolescence se destaca pelo uso extensivo da técnica de plano-sequência, com cada episódio sendo filmado em uma única tomada pelo diretor de fotografia Matthew Lewis. As filmagens foram cuidadosamente planejadas por meio de vários ensaios que culminavam em passagens técnicas completas, durante as quais os movimentos de câmera eram definidos. Cada episódio de uma hora foi gravado cerca de 10 vezes, com duas tomadas por dia. Os episódios foram exibidos como foram captados: inteiros, sem cortes ou fusões de imagens por CGI. Segundo Graham, cada episódio levou cerca de três semanas para ser finalizado. As tomadas escolhidas foram: segundo take para o primeiro episódio, décimo terceiro para o segundo, décimo segundo para o terceiro e décimo sexto para o quarto. A ordem de gravação não seguiu a cronologia da série: o primeiro dia de Cooper no set foi já filmando o episódio 3.
As locações de filmagem incluíram South Kirkby, South Elmsall e Sheffield, em Yorkshire. O Minsthorpe Community College, em South Elmsall, foi utilizado como cenário para as cenas da escola no segundo episódio. As cenas internas da delegacia foram gravadas em um set especialmente construído nos estúdios da Production Park, em South Kirkby, a fim de acomodar as complexidades técnicas das filmagens em plano-sequência.

## Lançamento
A série foi lançada na Netflix em 13 de março de 2025, tornando-se a série de streaming mais assistida no Reino Unido em uma única semana, superando o recorde estabelecido por Fool Me Once, da Netflix, em janeiro de 2024.
Adolescence teve um sucesso significativo de audiência na Netflix após seu lançamento. Nas três primeiras semanas, acumulou 96,7 milhões de visualizações na plataforma. Na semana encerrada em 30 de março de 2025, registrou 30,4 milhões de visualizações e figurou entre as 10 produções mais assistidas em todos os 93 países monitorados pelo ranking global da Netflix. Com esse desempenho, a obra alcançou o nono lugar na lista das séries mais assistidas de todos os tempos da plataforma, com base nos dados dos primeiros 91 dias de exibição.

## Recepção

### Resposta da crítica
Adolescence foi amplamente aclamada pela crítica. No site agregador de críticas Rotten Tomatoes, 99% das 102 críticas são positivas, com uma classificação média de 9,4/10. O consenso do site diz: "Estilisticamente ousada e com atuações impecáveis do início ao fim, Adolescence é uma verdadeira aula de narrativa televisiva, uma experiência intensa que deixa marcas e legado." No Metacritic, que usa uma média ponderada, a série alcançou a nota 91 de 100, com base em 27 críticas, indicando "aclamação universal".
Escrevendo para o The Guardian, Lucy Mangan afirmou que Adolescence é "a coisa mais próxima da perfeição televisiva em décadas", destacando especialmente as atuações de Cooper e Doherty. Nandini Balial, do RogerEbert.com, também elogiou Cooper por conseguir transmitir "a natureza imprevisível daqueles anos turbulentos entre a infância e a vida adulta". Anita Singh, do The Daily Telegraph, descreveu a série como "silenciosamente devastadora" e considerou as atuações "fenomenais", embora tenha dito que a técnica do plano-sequência às vezes parecia mais uma "exibição do que por necessidade narrativa". Sophie Butcher, da Empire, elogiou a escolha de filmar sem cortes, chamando-a de "a façanha televisiva mais vertiginosa do ano", e afirmou que o estilo contribui para intensificar a carga emocional das cenas.
Adolescence foi a primeira série de streaming a alcançar o topo do ranking semanal de audiência da Barb Audiences.

### Impacto político

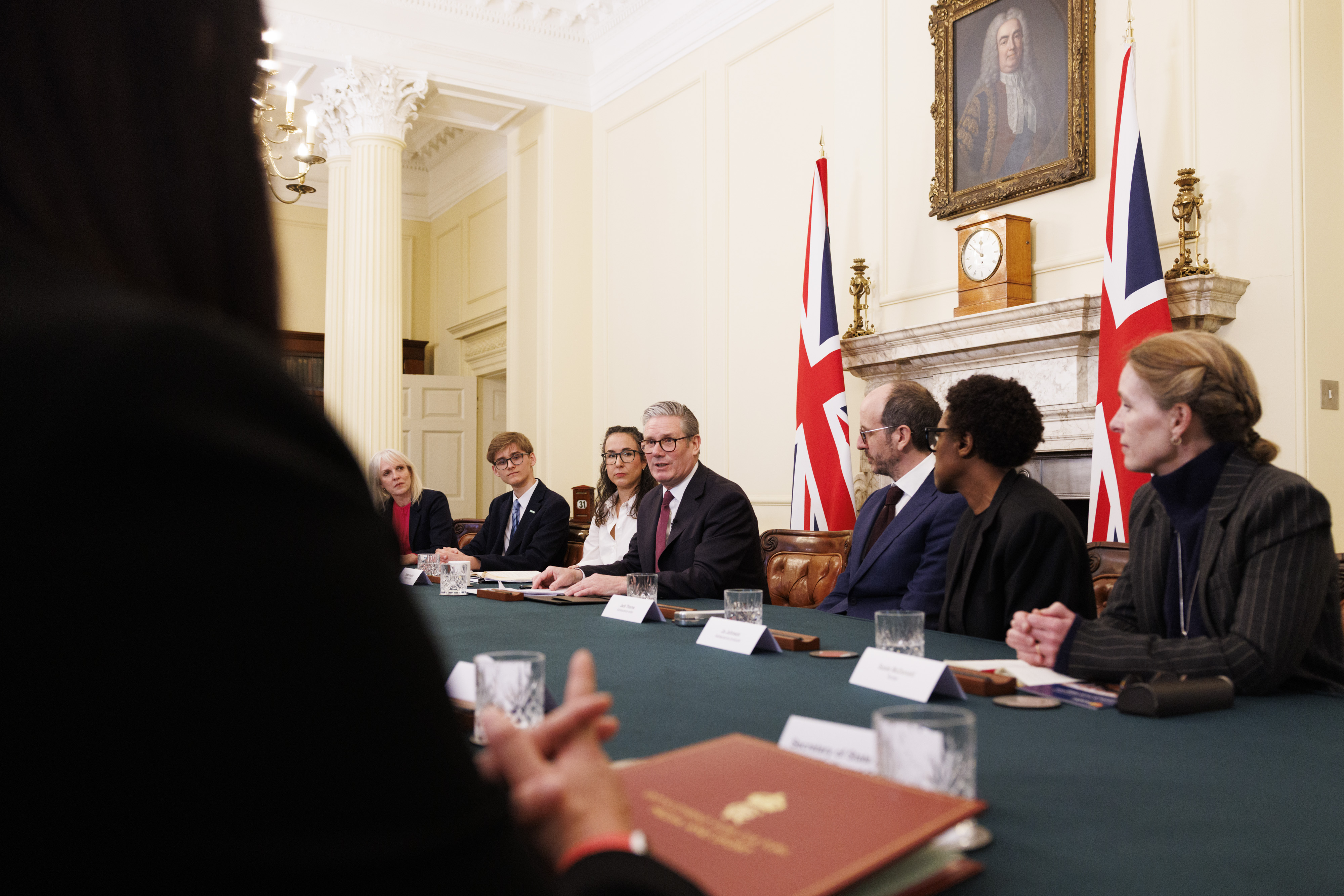
O primeiro-ministro Keir Starmer em uma mesa-redonda com os criadores da série em 31 de março de 2025

Segundo o jornal britânico The Guardian, a minissérie destaca como a "machosfera" tem influenciado adolescentes do sexo masculino, com personagens mencionando diretamente Andrew Tate, a comunidade "red pill" e a subcultura "incel" como influências importantes para Jamie e outros garotos da mesma idade. Anneliese Midgley, membro do Parlamento britânico, pediu que a série fosse exibida no Parlamento e nas escolas, afirmando que ela poderia ajudar a combater a misoginia e a violência contra mulheres e meninas. O primeiro-ministro Keir Starmer apoiou a iniciativa, escrevendo no Twitter: "Como pai, assistir Adolescence com meu filho e minha filha adolescentes foi um choque." Após o apoio de Starmer, a série passou a ser disponibilizada gratuitamente para exibição em escolas secundárias do Reino Unido.
Em março de 2025, o empresário e conselheiro da administração Trump, Elon Musk, divulgou no Twitter uma teoria da conspiração afirmando que a série seria uma "propaganda antibranca" por escalar um ator branco para interpretar Jamie. A teoria alegava que a produção teria como base os esfaqueamentos em Southport em 2024, cometidos por um adolescente de ascendência ruandesa, e que representar o agressor como branco seria uma escolha intencional para demonizar pessoas brancas. O coautor Jack Thorne classificou a afirmação como "ridícula" e declarou que a série não é baseada em nenhum evento real.

### Especialistas
Ao reportar sobre a série no YouTube, a BBC News Brasil citou um estudo do think tank Centre for Social Justice, do Reino Unido, que aponta que "meninos estão desesperados por sentido, direção e por modelos de comportamento".
A Dra. Nihara Krause MBE, psicóloga clínica consultora e membro credenciado da Sociedade de Psicologia Britânica, afirmou que a série funciona como um alerta para os pais, mas "não representa a norma. Certas vulnerabilidades — presentes em indivíduos, famílias, grupos de pares e ambientes escolares — precisam convergir para que ocorram os resultados devastadores mostrados na trama." Ela também destacou cinco erros cometidos pela psicóloga no terceiro episódio da série.
Na coluna Conflito e Diálogo, do Jornal da USP, a professora Marilia Fiorillo afirmou que a série é "chata no limite do insuportável (...) Não há nada de novo nessa discussão (...) sequer resvala pela pergunta sobre psicopatia e privação, como no filme We Need to Talk About Kevin".

Em entrevista à DW, Lisa Sugiura, professora de Cibercrime e Gênero na Universidade de Portsmouth, comentou que proibir as redes sociais para adolescentes não seria sustentável, já que é necessária uma mudança institucional e cultural. Também para a DW, Shane Satterley, pesquisador de violência masculina na Universidade Griffith, afirmou que a cultura incel tende a ser mais autodestrutiva e suicida do que misógina, mencionando as crescentes taxas de suicídio entre homens no mundo todo. Lisa Sugiura discordou, citando dados da Organização Mundial da Saúde que indicam que "uma em cada três mulheres será abusada sexualmente pelo menos uma vez na vida. Isso não acontece do nada".